# 니켈리노
니켈리노(Nichelino, 피에몬테어: 엘 니클린)는 이탈리아의 피에몬테주에 있는 토리노 광역시의 코무네 (지자체)로, 토리노에서 남서쪽으로 약 8 킬로미터 (5 마일) 떨어져 있다.

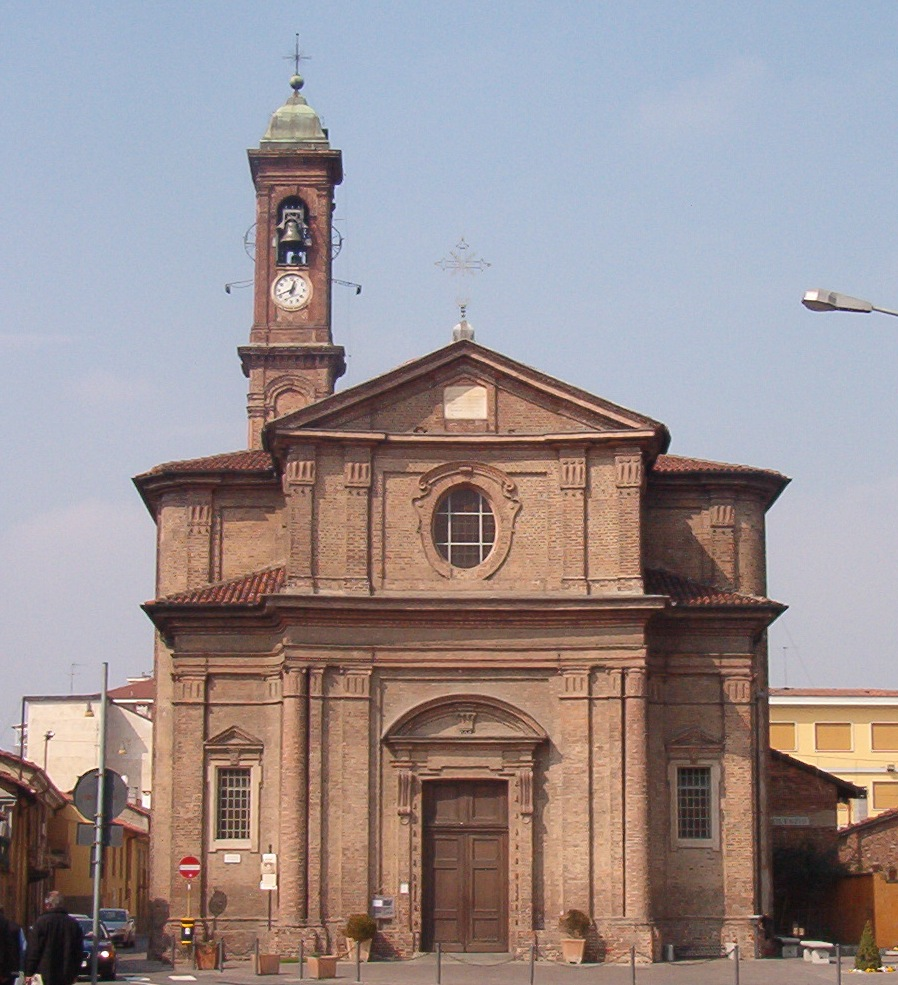
산티시마 트리니타 교회.

니켈리노는 다음 지자체들과 접해 있다: 토리노, 오르바사노, 베이나스코, 몬칼리에리, 칸디올로, 비노보.

## 역사

### 초기 역사: 로마 시대부터 16세기까지
로마 시대에 니켈리노는 알프스산맥과 프랑스로 이어지는 도로의 통과 지점 역할을 했다. 최초의 역사 기록은 니켈리노를 이웃 도시인 몬칼리에리 관할의 작은 마을로 묘사한다. 고대 지도에는 산고네강을 따라 있는 땅이 몬칼리에리 소유의 일부로 표시되어 있다. 이러한 기록은 17세기까지 이어지며, 이때 오첼리 가문이 니켈리노 발전의 기반을 다지기 시작했다.
16세기 말은 페스트가 지역 연대기의 주요 사건으로 기록될 정도로 비극으로 점철되었다. 최초의 기록된 사례는 1586년 팔라초 다르멜리에서 발생했으며, 보르가타 팔라초가 전염병의 진원지로 확인되었다. 흑사병 유포자로 의심되는 20명이 토리노의 카스텔로 광장에 수감되어 처형되었다. 페스트는 17세기 말까지 이 지역에 만연했다.

### 오첼리 가문과 *페우도 디 니킬리노*의 설립
쿠네오 출신의 오첼리 가문은 16세기 후반 토리노 지역에서 명성을 얻었다. 니켈리노와의 인연은 1694년 6월 22일에 시작되었는데, 이때 사르데냐의 비토리오 아메데오 2세가 백작 니콜로 만프레도 오첼리와 그의 상속인들에게 *페우도 디 니킬리노*를 설립하는 왕실 특허를 부여했다. 니켈리노 백작 작위를 얻기 위해 오첼리 가문은 왕실 재무부에 "1만 리라"를 지불했다.
봉건 특권에는 귀족 작위, 사법 행정, 산고네강에서의 사냥 및 낚시 권리, 농업 활동 통제, 통행료 관리 등이 포함되었다. 봉건 영지의 공식 설립은 1694년 8월 21일에 이루어졌다. 1705년, 프랑스와의 전쟁 중 니콜로 만프레도 백작은 지역 시장을 임명할 권리를 확보하기 위해 추가로 "1천 리라"를 지불했다. 그러나 니콜로 만프레도의 사망 후 오첼리 가문의 영향력은 약화되었고, 경쟁 가문인 우몰리오 가문이 명성을 얻기 시작했다.

### 18세기–19세기: 우몰리오 가문과 프랑스 영향
니콜로 만프레도 오첼리의 사망과 함께 베르니아와 프라몰로의 백작인 우몰리오 가문이 중요한 공직을 맡았다. 19세기 초, 피에몬테주의 대부분 지역과 마찬가지로 니켈리노는 프랑스 합병의 문화적, 행정적 영향을 받았다. 이러한 변화에도 불구하고 우몰리오 가문은 1833년 시장직을 맡으며 지역 권력을 유지했다.
이 시기의 주요 발전으로는 1836년의 묘지 이전과 1854년 여성 교사 도입이 포함되며, 이들은 전통적으로 교육을 담당하던 사제들과 함께 일하기 시작했다. 또한, 1854년 7월 27일 토리노-피네롤로 철도 노선에 첫 열차가 도착한 것은 도시 현대화의 중요한 이정표가 되었다.

### 20세기 – 이민과 노동자 투쟁
제2차 세계 대전 이후, 니켈리노는 이탈리아의 전후 경제 호황에 깊이 영향을 받았다. 토리노의 위성 도시로서, FIAT의 산업 확장으로 인한 이민의 물결로 인해 급격한 인구 증가를 경험했다. 1961년에는 인구가 이전 10년에 비해 두 배로 증가하여 1951년의 7,257명에서 14,907명으로 늘어났다. 이러한 성장은 1960년대와 1970년대에 가속화되어 1971년에는 44,837명에 달했고, 1974년에는 거의 5만 명에 육박했다.
그러나 이러한 급속한 도시화는 주택 부족과 사회적 긴장을 초래했다. 1969년 6월 12일, 노동자, 학생, 세입자 협회는 임대료 인상에 항의하기 위해 단결하여 저항을 조직하기 위한 위원회를 구성했다. 이 운동은 1969년 6월 13일 시의회 의사당 점거로 절정에 달했으며, 13일 동안 지속되었다. 학생 운동과 지역 이탈리아 공산당 대표들이 주도한 이 시위는 임대료 인상을 동결하고 주거 환경을 개선하는 것을 목표로 했다.
지자체는 결국 무료 세입자 지원 서비스를 제공하고 공영 주택 건설에 착수함으로써 이에 대응했다. 이러한 노력은 니켈리노가 성장하는 노동계급 인구의 요구를 충족시키면서 현대적인 도시 공동체로 변모하는 시작을 알렸다.

## 주요 명소
프라치오네인 스투피니지에는 유네스코 세계유산 목록의 일부인 유명한 스투피니지 사냥 궁전이 있다. 팔라초 오첼리(1565년)로도 알려진 이 성 또한 유명하다.

## 자매 도시
- 칼리르에키르, 프랑스
- 빅토리아 (몰타), 몰타